# Physopsis chrysotricha
Physopsis chrysotricha là một loài thực vật có hoa trong họ Hoa môi. Loài này được (F.Muell.) Rye miêu tả khoa học đầu tiên năm 1996.